# ランディ・ロドリゲス
ランディ・アルベルト・ロドリゲス (Randy Alberto Rodríguez, 1999年9月5日 - ) は、ドミニカ共和国サントドミンゴ出身のプロ野球選手（投手）。右投右打。MLBのサンフランシスコ・ジャイアンツ所属。

## 経歴
2017年7月にアマチュアFAでサンフランシスコ・ジャイアンツと契約してプロ入り。
2018年、傘下のルーキー級ドミニカン・サマーリーグ・ジャイアンツでプロデビュー。10試合（先発2試合）に登板して1勝1敗2セーブ、防御率4.28、34奪三振を記録した。
2019年はルーキー級アリゾナリーグ・ジャイアンツでプレーし、16試合に登板して2勝6敗2セーブ、防御率5.40、29奪三振を記録した。
2020年は新型コロナウイルスの影響でマイナーリーグの試合が開催されなかったため、公式戦の登板は無かった。
2021年はA級サンノゼ・ジャイアンツでプレーし、32試合に登板して6勝3敗、防御率1.74、62イニングを投げて101奪三振を記録した。オフの11月20日にルール5ドラフトでの流出を防ぐために40人枠入りした。
2022年はA+級ユージーン・エメラルズ、AA級リッチモンド・フライングスクウォーレルズ、AAA級サクラメント・リバーキャッツでプレーし、3チーム合計で27試合（先発13試合）に登板して2勝5敗、防御率4.46、97奪三振を記録した。
2023年はルーキー級アリゾナ・コンプレックスリーグ・ジャイアンツ、AA級リッチモンド、AAA級サクラメントでプレーし、3チーム合計で45試合（先発2試合）に登板して2勝2敗1セーブ、防御率4.37、84奪三振を記録した。
2024年はAAA級サクラメントで開幕を迎えた。5月2日にメジャー初昇格を果たし、4日のフィラデルフィア・フィリーズ戦でメジャーデビュー。この年メジャーでは35試合（先発1試合）に登板して3勝2敗、防御率4.30、53奪三振を記録した。

## 選手としての特徴
94～97mph（約151～156km/h）のフォーシームに加え、スライダーやチェンジアップなどを投げる。

## 詳細情報

### 年度別投手成績
| 年 度    | 球 団    | 登 板 | 先 発 | 完 投 | 完 封 | 無 四 球 | 勝 利 | 敗 戦 | セ 丨 ブ | ホ 丨 ル ド | 勝 率 | 打 者 | 投 球 回 | 被 安 打 | 被 本 塁 打 | 与 四 球 | 敬 遠 | 与 死 球 | 奪 三 振 | 暴 投 | ボ 丨 ク | 失 点 | 自 責 点 | 防 御 率 | W H I P |
| -------- | -------- | ----- | ----- | ----- | ----- | -------- | ----- | ----- | -------- | ----------- | ----- | ----- | -------- | -------- | ----------- | -------- | ----- | -------- | -------- | ----- | -------- | ----- | -------- | -------- | ------- |
| 2024     | SF       | 35    | 1     | 0     | 0     | 0        | 3     | 2     | 0        | 5           | .600  | 221   | 52.1     | 47       | 4           | 18       | 0     | 3        | 53       | 4     | 0        | 29    | 25       | 4.30     | 1.24    |
| MLB：1年 | MLB：1年 | 35    | 1     | 0     | 0     | 0        | 3     | 2     | 0        | 5           | .600  | 221   | 52.1     | 47       | 4           | 18       | 0     | 3        | 53       | 4     | 0        | 29    | 25       | 4.30     | 1.24    |

- 2024年度シーズン終了時

### 年度別守備成績
| 年 度 | 球 団 | 投手（P） | 投手（P） | 投手（P） | 投手（P） | 投手（P） | 投手（P） |
| 年 度 | 球 団 | 試 合     | 刺 殺     | 補 殺     | 失 策     | 併 殺     | 守 備 率  |
| ----- | ----- | --------- | --------- | --------- | --------- | --------- | --------- |
| 2024  | SF    | 35        | 2         | 6         | 0         | 0         | 1.000     |
| MLB   | MLB   | 35        | 2         | 6         | 0         | 0         | 1.000     |

- 2024年度シーズン終了時

### 記録
- MLBオールスターゲーム選出：1回（2025年）

### 背番号
- 73（2024年 - ）